# رون ديفيس (كرة سلة)
رون ديفيس (بالإنجليزية: Ron Davis)‏ مواليد 1 مايو 1954 في فينيكس، هو لاعب كرة سلة أمريكي سابق. بدأ مسيرته الاحترافية في سنة 1976. تم اختياره من قبل فريق أتلانتا هوكس خلال الدرافت. يبلغ طوله 6 قدم 6 بوصة (2.0 م). اعتزل اللعب في 1982. لعب مع أتلانتا هوكس ولوس أنجلوس كليبرز.

## روابط خارجية
- رون ديفيس على موقع إن بي أي (الإنجليزية)
- رون ديفيس على موقع سبورتس رفرنس (الإنجليزية)
- رون ديفيس على موقع كلية كرة السلة في سبورتس رفرنس.كوم (الإنجليزية)
- رون ديفيس على موقع ريلجم (الإنجليزية)
- رون ديفيس على موقع بروبوليرز (الإنجليزية)